# Hubert Hoffmann

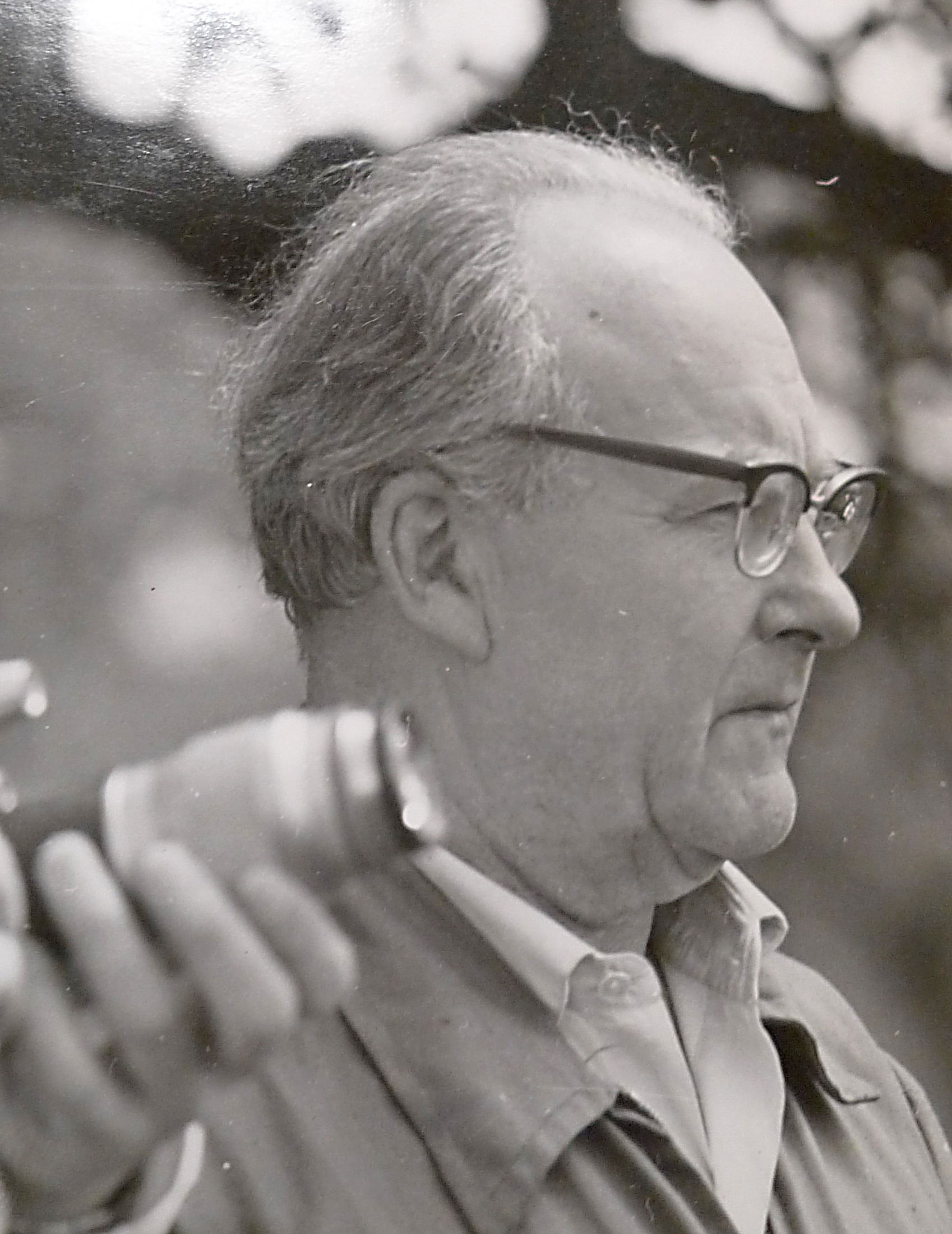
Hubert Hoffmann (1968)

Hubert Hoffmann (* 23. März 1904 in Berlin; † 25. September 1999 in Graz) war ein deutsch-österreichischer Stadtplaner, Architekt, Autor und Maler. Hoffmann ist der Enkel des Architekten Hubert Stier aus Hannover.

## Leben und Wirken
Hoffmann, Sohn des Architekten Walter Hoffmann, der wiederum für das erste Zentralgebäude am Monte Verità verantwortlich zeichnete, absolvierte zunächst eine Landwirtschaftslehre, besuchte dann von 1920 bis 1925 in Hannover die Bauschule, Kunstgewerbeschule und die Technische Hochschule. Nach einem Jahr an der Kunstakademie München setzte er von 1926 bis 1930 sein Studium am Bauhaus Dessau fort, insbesondere bei Walter Gropius. Von 1929 bis 1931 praktizierte er in den Architekturbüros von Fred Forbát und Marcel Breuer, wurde dann Leiter einer Tischlerei in Berlin und entwickelte ein erfolgreiches Baukastensystem für Ladeneinrichtungen. Zu Ende der Weimarer Republik arbeitete Hoffmann am Bauhaus und wurde Mitglied des Congrès International d’Architecture Moderne (CIAM).
Zu Beginn der NS-Zeit verbrachte Hoffmann zwei Monate in einem Straflager auf einem Berliner Friedhof und versuchte vergeblich, im Ausland (Schweiz, Frankreich) Fuß zu fassen, wurde aber dann vom 1. Oktober 1934 bis 31. März 1937 Hauptassistent bei Professor Georg Müller an der Technischen Hochschule Berlin (Kraftverkehr und Städtebau) und wirkte an der Autobahnplanung des Dritten Reiches mit. 1935 bis 1945 gehörte Hoffmann der politisch oppositionellen „Freiheitsgruppe“/„Freitagsgruppe“ an, die aber ihre Karriere im NS-Regime weiter verfolgte. In welcher Form diese Gruppe tatsächlich „Opposition“, „Widerstand“ gegenüber dem NS-Regime geleistet haben soll, beruht nach jetzigem Stand der Forschung lediglich auf den Selbstdarstellungen von Hoffmann – u. a. in seinen nicht veröffentlichten Memoiren (1989) – und auf der „Gegendarstellung“ Roland Rainers in der gesellschaftskritischen Zeitschrift FORVM (1993). Damit bleibt diese Darstellung vorerst kritisch zu hinterfragen.
Hoffmann war von 1938 bis 1939 Stadtplaner in Potsdam. Von 1942 bis 1944 war er Leiter des Amtes für Raumplanung in Litauen, von 1944 bis 1945 städtebaulicher Sachbearbeiter für den Wiederaufbau deutscher Städte an der Deutschen Akademie für Städtebau Reichs- und Landesplanung in Berlin (mit Johannes Göderitz und Roland Rainer).
Nach Kriegsende war Hoffmann zunächst Stadtplaner in Magdeburg und Dessau, wo er sich mit Friedrich Engemann (1898–1970) für die Wiederbelebung des Bauhauses einsetzte. Er ging dann nach Westberlin, wo er von 1949 bis 1952 Leiter des Planungsentwurfamtes von Berlin-West wurde.
Seit 1950 Delegierter der CIAM für Berlin lehrte Hoffmann von 1952 bis 1954 als Dozent an der Lehr- und Forschungsanstalt (LuFA) in Berlin-Dahlem, wirkte von 1953 bis 1958 als freier Architekt in Bonn und Berlin (u. a. mit Walter Rossow) und wurde 1959 zum ordentlichen Professor an der Technischen Hochschule Graz berufen.
Hoffmann leitete bis zu seiner Emeritierung 1975 das Institut für Städtebau und Entwerfen und trat daneben als Berater unterschiedlichster Bürgerinitiativen auf, etwa als Initiator des Plabutschtunnels in Graz.
Hoffmann erfuhr zahlreiche Ehrungen, so wurde er Mitglied der Deutschen Akademie für Städtebau und Landesplanung, Ehrenmitglied des Deutschen Werkbundes, 1983 Ehrenmitglied der Vereinigung Griechischer Architekten, 1993 Ehrenmitglied der Akademie der bildenden Künste Wien.
Privates
1929 heiratete Hubert Hoffmann die Künstlerin Irene Hoffmann, geb. Wallbrecht (* 1903 in Hannover; † 1972 in Allentown, USA), die von 1930 und 1932 am Bauhaus in Dessau bei Joost Schmidt Werbung und bei Walter Peterhans Fotografie studierte.

## Schriften
- Die Städteplanung der Nachkriegszeit. In: Bruno E. Werner: Neues Bauen in Deutschland, München: Bruckmann 1952, [S. 9–15].
- Die gegliederte und aufgelockerte Stadt. Gemeinsam mit Johannes Göderitz und Roland Rainer, Berlin 1945.
- Die gegliederte und aufgelockerte Stadt. Gemeinsam mit Johannes Göderitz und Roland Rainer, Tübingen 1957.